# Kabomba
Kabomba (lat. Cabomba), rod vodenih trajnica, polugrmova iz porodice Cabombaceae, dio reda Nymphaeales. Sastoji se od najmanje 5 vrsta raširenih po Srednjoj, Sjevernoj i Južnoj Americi
Biljke Cabomba postaju popularne za slatkovodni akvarij za hobiste. Cabombe su gotovo uvijek dostupne u trgovinama, a mogu se prodavati i pod nazivima “Green Cabomba”, “Carolina Fanwort”, Brazilian Fanwort ili jednostavno “Fanwort”.

## Vrste
1. Cabomba aquatica Aubl.
2. Cabomba caroliniana A.Gray
3. Cabomba furcata Schult.f.
4. Cabomba haynesii Wiersema
5. Cabomba palaeformis Fassett